# 461 (numero)
Quattrocentosessantuno (461) è il numero naturale dopo il 460 e prima del 462.

## Proprietà matematiche
- È un numero dispari.
- È un numero difettivo.
- È l'89º numero primo, dopo il 457 e prima del 463.
  - È un numero primo di Eisenstein.
- È un numero palindromo nel sistema di numerazione posizionale a base 20 (131).
- È un numero congruente.
- È parte delle terne pitagoriche (261, 380, 461), (461, 106260, 106261).

## Astronomia
- 461P/WISE è una cometa periodica del sistema solare.
- 461 Saskia è un asteroide della fascia principale del sistema solare.
- NGC 461 è una galassia spirale della costellazione dello Scultore.

## Astronautica
- Cosmos 461 è un satellite artificiale russo.